# Telosa
Telosa – koncepcja utopijnego miasta, mającego powstać w Stanach  Zjednoczonych. Koncept został wymyślony przez amerykańskiego miliardera Marca Lore i ogłoszony we wrześniu 2021 roku. Docelowo populacja miasta ma wynosić 5 milionów ludzi w 2050 roku, a w pierwszej fazie budowy ma pomieścić 50 000 osób. Lokalizacja nie została jeszcze ustalona, planiści mieli zamiar zbudować miasto na taniej ziemi w regionie Appalachia lub na Zachodzie Stanów Zjednoczonych na pustyni. 
Nazwa Telosa pochodzi od starożytnego greckiego słowa telos, w tym przypadku oznaczającego "cel".

## Planowanie
Pomysłodawcą Telosy jest Marc Lore, miliarder i były kierownik działu handlu elektronicznego w amerykańskim oddziale sieci Walmart. W oświadczeniu ogłaszającym swoją rezygnację ze stanowiska w Walmarcie wyraził chęć zbudowania "miasta przyszłości" w oparciu o "zreformowaną wersję kapitalizmu". Lore nazywana swoją filozofię projektowania miasta "ekwityzmem", opisywanym jako "nowy model społeczeństwa, w którym bogactwo jest tworzone w uczciwy sposób". Jak twierdzi "nie polega to na obciążaniu bogatych; na zwiększaniu podatków, ale jest to po prostu oddawanie obywatelom i narodowi bogactwa, które pomogli stworzyć".
Lore zatrudnił firmę architektoniczną Bjarke Ingels Group, której właścicielem jest duński architekt Bjarke Ingels, aby zajęła się kompleksowym planowaniem proponowanego miasta.

## Cechy
Telosa ma być tzw. miastem 15-minutowym, w którym miejsca pracy, szkoły oraz podstawowe sklepy z towarami i usługi znajdują się w odległości od domów mieszkańców możliwej do przebycia w 15 minut. Pojazdy napędzane paliwami kopalnymi nie będą dozwolone na terenie miasta, a zamiast tego nacisk ma zostać położony na możliwość poruszania się pieszo oraz korzystając ze skuterów, rowerów oraz elektrycznych pojazdów autonomicznych.
Ogromny wieżowiec, nazwany "Equtism Tower", ma służyć jako "latarnia morska dla miasta". Przewidywane funkcje wieżowca obejmują przestrzeń do przechowywania wody, farmy aeroponiczne i dach fotowoltaiczny.
Proponowany system własności gruntów w mieście opiera się na zasadach georgizmu, zalecanych przez ekonomistę Henry'ego George'a w jego książce Progress and Poverty z 1879 roku. Zgodnie z proponowanymi zasadami każdy miałby licencję na budowę, utrzymanie lub sprzedaż domu, budynku lub jakiejkolwiek innej struktury, a mieszkańcy dzieliliby własność ziemi w ramach darowizny na rzecz społeczności.

## Możliwe lokalizacje
Planiści projektu zamierzają zbudować miasto na taniej ziemi pustynnej w lokalizacji, która nie została jeszcze ustalona. Jako potencjalne lokalizacje zaproponowano Utah, Idaho, Nevadę, Arizonę, Teksas oraz region Appalachię. 

## Odbiór
Ed Cunningham w tekście dla Time Out we wrześniu 2021 roku stwierdził, że "projekty są, w zależności od gustu, albo olśniewająco utopijne, albo niepokojąco dystopijne. Obok futurystycznych wizji transportu publicznego i przestrzeni wypełnionych zielenią i naturą, na wystawie znajduje się mnóstwo innowacyjnej architektury". Pomysł został skrytykowany jako nierealistyczny, próżny pomysł, który byłby mniej zrównoważony niż budowanie na istniejących obszarach miejskich.